# Вероніка Вітенберг

Вероніка Вітенберг (івр. ורוניקה ויטנברג; род. 9 вересня 1988, Гродно, Білорусь) — Ізраїльська
художня гімнастка.
Вітенберг увійшла в історію Ізраїлю завоювавши шосте місце у фіналі літніх Олімпійських ігор 2008 в Пекіне у складі ізраїльської національної збірної з художньої гімнастики .

## Виноски
1. ↑  http://botinok.co.il/node/55931 [Архівовано 2 квітня 2009 у Wayback Machine.] "Номинация: Женщина года, Мир"